# Estación de El Humedal
La estación de El Humedal (oficialmente estación de Gijón-Cercanías) fue una estación de ferrocarril de Feve y de Renfe en Gijón, España. Era la histórica terminal del Ferrocarril de Langreo desde el año 1852 y la estación cabecera de las líneas Gijón-Venta de Baños, Gijón-Ferrol y Gijón-Laviana. Esta estación fue cerrada en 2011, y en 2014 se procedió a su demolición. Actualmente, todos los trenes de Renfe y Renfe Cercanías AM (antigua Feve) usan la estación Gijón-Sanz Crespo.

## Ubicación
La estación estaba ubicada en la parte oriental del actual parque del Solarón (surgido en 2016 tras la demolición de la estación) y al norte de la plaza del Humedal, barrio de El Centro, Gijón, Asturias. Próxima se hallaba la iglesia de San José y la Torre Bankunión.
Al oeste se levantaba la estación de Jovellanos, también demolida.

## Historia

### Origen y desarrollo
La estación se inaugura el 25 de agosto de 1852 para servir como terminal del Ferrocarril de Langreo, que conectaba Gijón con Langreo, siendo, prácticamente, la primera estación de España. El edificio original, de estilo isabelino, sería ampliado en 1892 y 1911. En 1950 la Compañía del ferrocarril de Carreño se convierte en la segunda operadora de la estación. El inmueble se queda pequeño para el creciente número de viajeros y tras sufrir un incendio se reconstruye la estación en 1961. El nuevo edificio era meramente funcional, sin ornamentación alguna.

### Estación de Cercanías

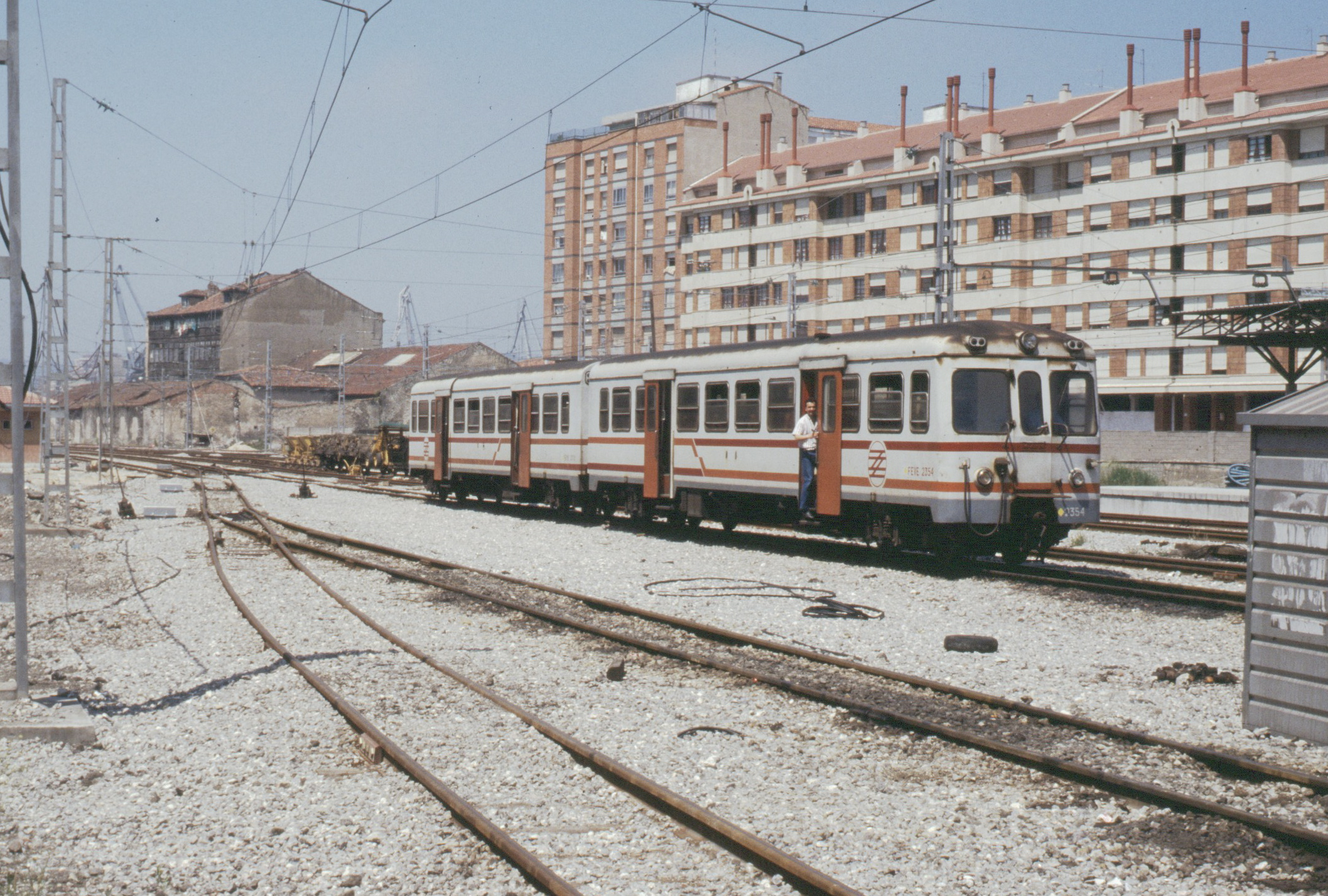
Un convoy llegando a la estación en 1988.

En junio de 1972 la Compañía del Ferrocarril Langreo se unifica en la empresa estatal FEVE, pasando la estación a manos estatales. En los años 1980 ocurre una gran reorganización ferroviaria en la ciudad: Se cierra la estación del Norte y se construye la estación de Jovellanos, por lo que en enero de 1990 el trazado ferroviario en ancho ibérico de la línea Gijón-Venta de Baños se alarga hasta la estación de El Humedal, siendo operada desde entonces por Renfe Cercanías y Feve. La estación de Jovellanos operaría el tráfico de larga distancia y la estación de Gijón-Cercanías el de Media Distancia y Cercanías.
La estación tenía 4 andenes y contaba con 9 vías (6 de ancho métrico y 3 de ancho ibérico).

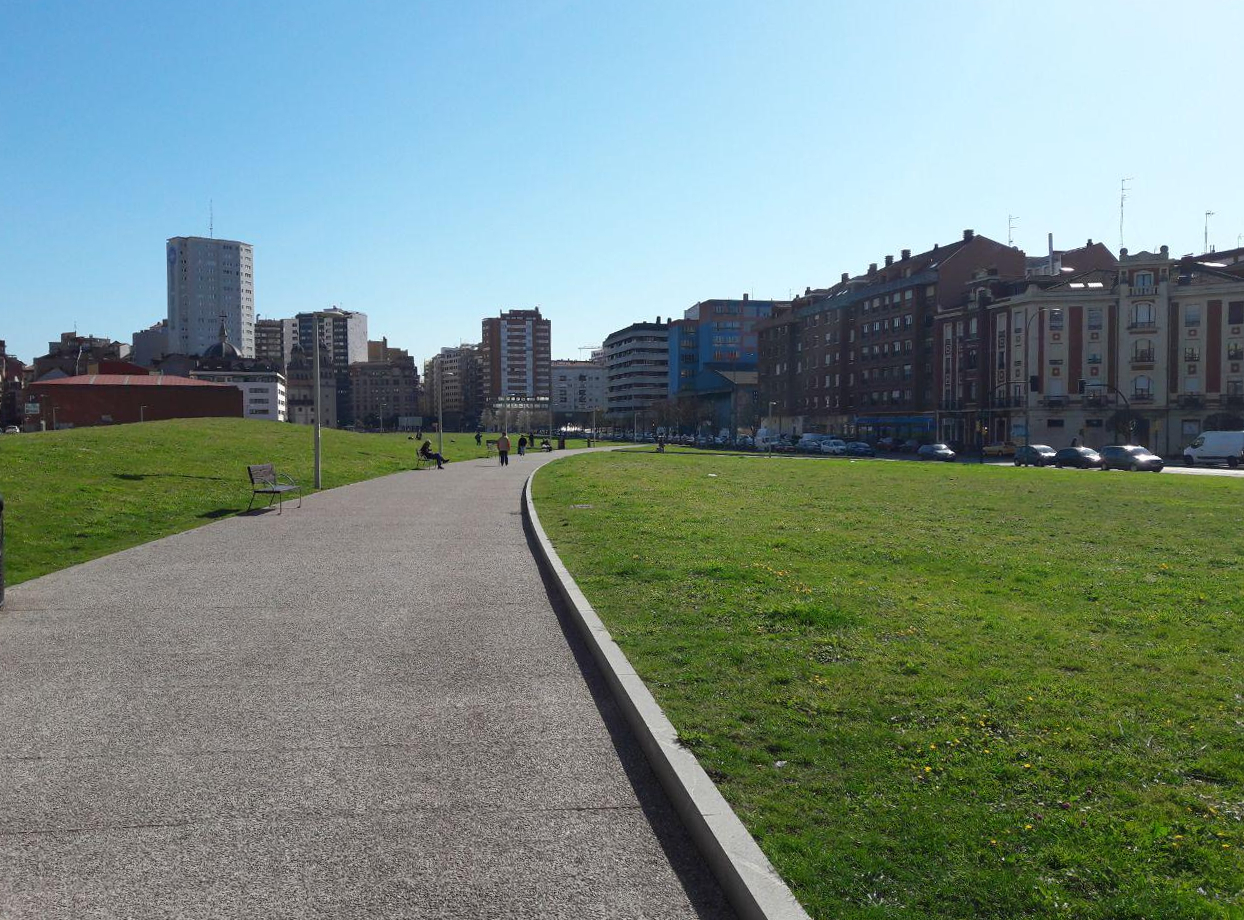
El Solarón, 2016

### Clausura y demolición
En los años 2000 ocurre una reorganización ferroviaria destinada a eliminar la dualidad de servicios ferroviarios y soterrar las vías y estaciones, que tenían una gran penetración en la ciudad. Se decide clausurar la estación y sustituir sus céntricos servicios mediante una estación del Metrotren (estación de Plaza Europa). El último tren ingresó en la estación el 27 de marzo de 2011, pasando todo el tráfico posterior a la estación Gijón-Sanz Crespo.
En noviembre de 2014 se completa la demolición de toda la infraestructura, dejando un enorme espacio baldío conocido como «El Solarón», este espacio abriría en marzo de 2016 como Jardines del Tren de la Libertad.

## Líneas en el momento de su clausura

### Líneas deCercanías Asturias

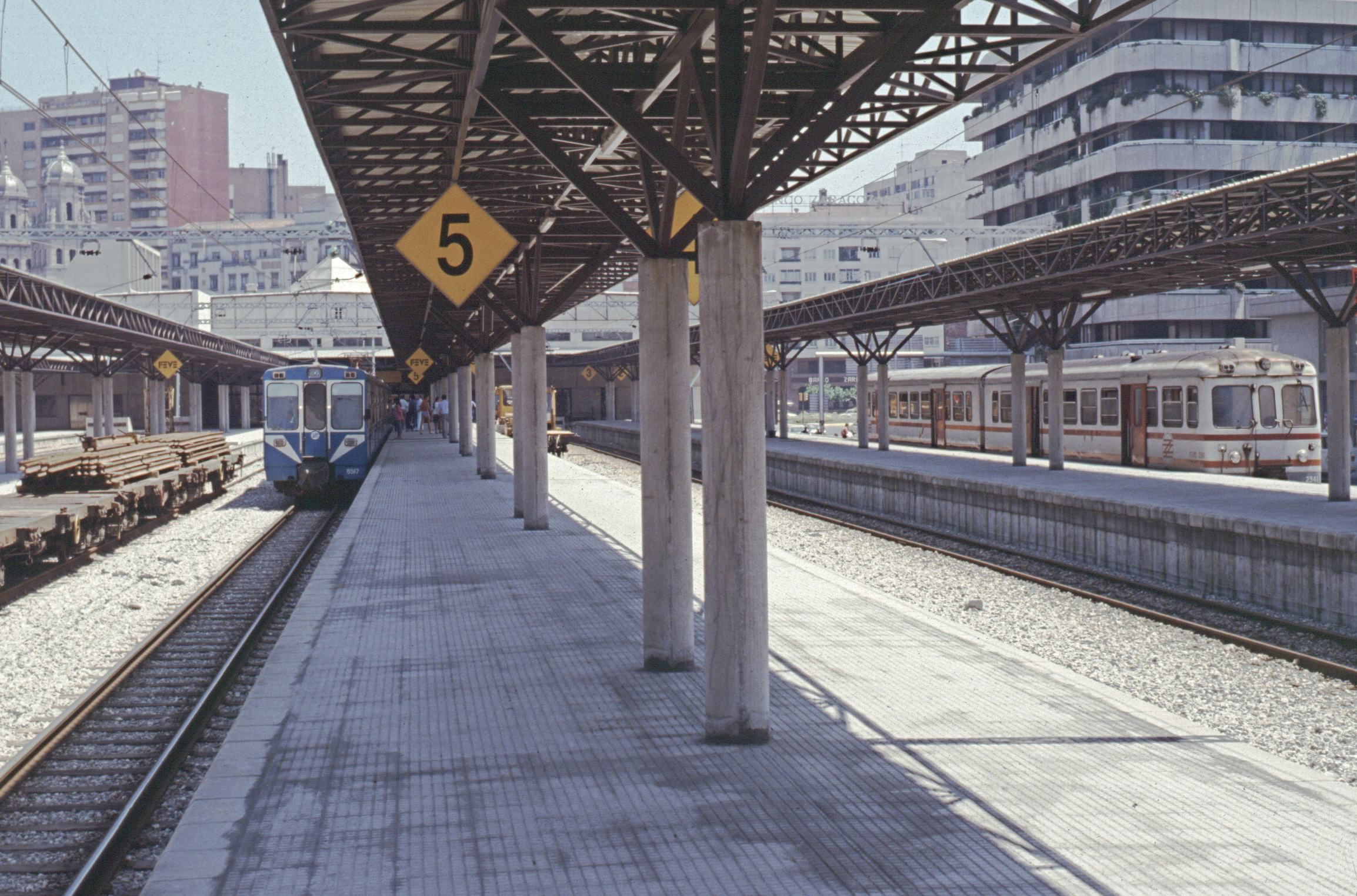
Andenes con el cuerpo de la estación al fondo.

| línea | estación >       | origen/destino                                           | Operador        |
| ----- | ---------------- | -------------------------------------------------------- | --------------- |
|       | Gijón-Jovellanos | Oviedo-Llamaquique, Pola de Lena y Puente de los Fierros | Renfe Operadora |
| F-4   | La Braña         | Avilés, Pravia y Cudillero                               | FEVE            |
| F-5   | La Braña         | El Berron y Pola de Laviana                              | FEVE            |
| F-9   | Oviedo           | Servicio semidirecto entre Gijón - Oviedo - Trubia.      | FEVE            |

### Líneas deRenfe Media Distancia
| línea | estación >       | origen/destino | Tipo de tren       | Servicio |
| ----- | ---------------- | -------------- | ------------------ | -------- |
| R-30  | Gijón-Jovellanos | León           | Serie 470 de Renfe | Regional |

### Líneas deRenfe Larga Distancia
| línea                 | estación >       | origen/destino              |                                | Servicio  |
| --------------------- | ---------------- | --------------------------- | ------------------------------ | --------- |
| Gijón-Madrid-Alicante | Oviedo           | Madrid-Chamartín y Alicante | Serie 130 de Renfe             | Alvia     |
| Gijón-Barcelona       | Gijón-Jovellanos | Barcelona-Sants             | Serie 252 de Renfe y Talgo VII | Trenhotel |